# 정동환
정동환(鄭東煥, 1949년 8월 5일~)은 대한민국의 배우이다.
1965년 연극배우 첫 데뷔하였고 이듬해 1969년 뮤지컬 배우 데뷔하였으며 1973년 KBS 한국방송공사에 특채로 입사한 그는 전라북도 김제에서 태어나 중동고등학교와 서울연극학교(현재의 서울예술대학) 연극학과를 졸업하였으며 그의 대표작으로는 드라마 《가을동화》, 《야인시대》, 《불멸의 이순신》, 《연개소문》, 《자유인 이회영》, 《일말의 순정》등이 있다.

## 학력
- 중동고등학교 졸업
- 서울연극학교  연극과 졸업[3]

## 경력
- 극단 동랑레파토리 활동[4]
- 1977년 현대극장 근무[5]
- 1983년 실험극장 근무
- 1997년 실험극장
- 1999년 시립극단[5]
- 1996년 제3대 한국연극배우협회 부회장

## 연기 활동

### 영화
- 1982년 《만추》 - 민기 역
- 1986년 《엘리베이터 올라타기》 - 택구 역
- 1986년 《허튼소리》 - 중광 역
- 1987년 《블루하트》
- 1987년 《몽마르트 언덕의 상투》 - 진호 역
- 1987년 《거리의 악사》 - 윤수 역
- 1990년 《새벽외출》 - 정용 역
- 1992년 《세상끝의 향기》 - 기석 역
- 1993년 《에미의 들》 - 민용철 역
- 1994년 《두 여자 이야기》
- 2001년 《광시곡》 - 오탄 역
- 2005년 《몽정기 2》 - 성은 부 역
- 2005년 《박수칠 때 떠나라》 - 남 부장 역
- 2007년 《세븐 데이즈》 - 강상만 역
- 2008년 《너를 잊지 않을 거야》 - 이수현의 아버지 역
- 2014년 《메피스토》
- 2019년 《사바하》 - 김제석 역
- 2023년 《서울의 봄》 - 최한규 역 (첫 천만영화)

### 드라마
- 1979년 KBS1TV 일일연속극 《어떤여자》
- 1982년 KBS1TV 일일연속극 《약속의 땅》
- 1982년 KBS2TV주간드라마 《사랑의 조건》
- 1982년 KBS2TV일일드라마 《세 자매》
- 1982년 KBS1 대하드라마 《풍운》 ... 박영효 역
- 1982년 KBS1 특집드라마 《맥토》
- 1985년 KBS1 단막극 《TV문학관 - 미명의 하늘》
- 1985년 KBS1 일일연속극 《고향》 ... 동혁 역
- 1985년 KBS2 주말연속극 《초원에 뜨는 별》
- 1986년 KBS1 일일연속극 《여심》
- 1986년 KBS1 단막극 《TV문학관 - 동행》
- 1987년 KBS1 TV 소설 《사랑》
- 1987년 MBC 미니시리즈 《퇴역전선》 ... 백상우 역
- 1988년 MBC 미니시리즈 《그것은 우리도 모른다》 ... 현상호 역
- 1989년 KBS1 신년특집극 《두 석양》
- 1989년 MBC 일요드라마 《제2공화국》제19화 거창사건 재조사 ... 육군첩보대 교육대장 한동석 중령역
- 1989년 MBC 미니시리즈 《겨울 안개》 ... 강진우 역
- 1989년 KBS2 일일 연속극 《천명》
- 1989년 MBC 미니시리즈 《천사의 선택》 ... 박용열 역
- 1990년 KBS2 미니시리즈 《빙점》
- 1990년 KBS1 대하드라마 《여명의 그날》 ... 김창만 역
- 1990년 KBS2 미니시리즈 《그대 아직도 꿈꾸고 있는가》 ... 김혁주 역
- 1990년 KBS2 미니시리즈 《불의 나라》
- 1991년 KBS2 미니시리즈 《가까운 골짜기》 ... 희조 역
- 1991년 KBS1 대하드라마 《바람꽃은 시들지 않는다》 ... 유동수 역
- 1992년 KBS2 미니시리즈 《수요일은 모짜르트를 듣는다》 ... 인학 역
- 1992년 KBS2 미니시리즈 《추리 3부작》〈제3화 황금분할〉
- 1993년 KBS1 신년특집극 《위스키와 돼지갈비》
- 1993년 SBS 특별기획 드라마 《머나먼 쏭바강》 ... 파월 육군 제9보병사단 29연대 3대대 10중대 1소대 선임하사김광호 중사 역
- 1993년 KBS1 추석특집극 《마천수필》
- 1993년 KBS2 주말연속극 《청춘극장》
- 1994년 SBS 주말극장 《사랑의 향기》
- 1994년 MBC 미니시리즈 《도전》 ... 민동준 역
- 1994년 MBC 아침드라마 《큰 언니》 ... 서강욱 역
- 1995년 KBS1 대하드라마 《찬란한 여명》 ... 오경석 역
- 1996년 KBS2 미니시리즈 《컬러》〈회색〉 ... 강서훈 역
- 1996년 SBS 드라마 스페셜 《8월의 신부》 ... 문도일 박사 역
- 1996년 KBS1 일일연속극 《사랑할때까지》
- 1997년 KBS2 아침드라마 《여자는 어디에 머무는가》
- 1997년 KBS1 8.15특집극 《3일간의 전쟁》
- 1998년 KBS2 월화드라마 《진달래꽃 필 때까지》 ... 김정일 역
- 1998년 SBS 특별기획드라마 《삼김시대》 ... 김종필 역
- 1998년 SBS 드라마 스페셜 《승부사》 ... 박찬민 변호사 역
- 1999년 MBC 미니시리즈 《국희》 ... 민영재 역
- 1999년 KBS1 단막극 《TV문학관 - 새》 ... 아빠 역
- 1999년 KBS2 아침드라마 《만남》 ... 장문수 역
- 2000년 SBS 드라마 스페셜 《TV영화 러브스토리》
- 2000년 KBS1 아침드라마 《민들레》
- 2000년 KBS2 미니시리즈 《성난 얼굴로 돌아보라》 ... 형사계장 역
- 2000년 KBS2 미니시리즈 《가을동화》 ... 윤 교수 역
- 2000년 KBS2 대하드라마 《천둥소리》 ... 이달 역
- 2002년 KBS2 미니시리즈 《겨울연가》 ... 김진우 역
- 2002년 KBS1 대하드라마 《제국의 아침》 ... 최지몽 역
- 2002년 KBS2 미니시리즈 《러빙유》 ... 진 부장 역(특별출연)
- 2002년 SBS 대하드라마 《야인시대》 ... 최동열 역
- 2003년 KBS2 단막극 《드라마시티 - 윌리엄을 위하여》 ... 용주 역
- 2003년 SBS 주말특별기획 《스크린》 ... 박진섭 역
- 2003년 KBS2 주말연속극 《진주 목걸이》 ... 김재만 역
- 2003년 iTV 시트콤 《그래서 이웃사촌》[6]
- 2003년 MBC 일일연속극 《귀여운 여인》 ... 방재하 역
- 2003년 KBS2 주말연속극 《저 푸른 초원 위에》 ... 신 회장 역
- 2003년 SBS 대하드라마 《왕의 여자》 ... 유영경 역
- 2004년 SBS 주말특별기획 《매직》 ... 오정만 역
- 2004년 KBS1 대하드라마 《불멸의 이순신》 ... 윤두수 역
- 2004년 SBS 드라마 스페셜 《남자가 사랑할 때》 ... 강 회장 역
- 2005년 KBS2 단막극 《드라마시티 - 바람난 아빠》 ... 강지만 역
- 2005년 KBS2 미니시리즈 《러브홀릭》 ... 김수봉 역
- 2005년 SBS 주말특별기획 《프라하의 연인》 ... 지경환 역
- 2006년 SBS 드라마 스페셜 《천국의 나무》 ... 윤수하 역
- 2006년 KBS2 아침드라마 《그 여자의 선택》 ... 김창안 역
- 2006년 KBS2 미니시리즈 《봄의 왈츠》 ... 윤명훈 역
- 2006년 MBC 미니시리즈 《어느 멋진 날》 ... 진권 역
- 2006년 SBS 대하드라마 《연개소문》 ... 연태수 역
- 2006년 tvN 미니시리즈 《인어이야기》 ... 남수인 부 역
- 2007년 KBS1 일일연속극 《하늘만큼 땅만큼》 ... 윤재두 역
- 2007년 KBS2 미니시리즈 《마왕》 ... 강동현 역
- 2007년 MBC 미니시리즈 《뉴하트》 ... 광희대학교 병원장 박재현 역
- 2008년 KBS1 대하드라마 《대왕 세종》 ... 조말생 역
- 2009년 SBS 주말극장 《사랑은 아무나 하나》 ... 홍민규 역
- 2009년 MBC 미니시리즈 《돌아온 일지매》 ... 최명길 역
- 2009년 KBS2 미니시리즈 《그저 바라보다가》 ... 김정욱 역
- 2009년 KBS2 아침드라마 《다 줄거야》 ... 차순철 역
- 2010년 MBC 미니시리즈 《파스타》 ... 최현욱, 오세영의 스승 역
- 2010년 KBS1 특별기획드라마 《명가》 ... 장길택 역
- 2010년 MBC 미니시리즈 《신이라 불리운 사나이》 ... 이형섭 역
- 2010년 MBC 대하드라마 《동이》 ... 오태석 역
- 2010년 KBS1 국권침탈 100년 특별기획드라마 《자유인 이회영》 ... 이회영 역
- 2010년 KBS2 미니시리즈 《프레지던트》 ... 한대운 역
- 2011년 SBS 일일연속극 《당신이 잠든 사이》 ... 채대필 역
- 2011년 SBS 주말특별기획 《여인의 향기》 ... 김동명 역
- 2011년 KBS2 미니시리즈 《공주의 남자》 ... 문종(이향) 역
- 2012년 TV조선 미니시리즈 《한반도》 ... 오창일 역
- 2012년 MBC 주말연속극 《신들의 만찬》 ... 하영범 역
- 2012년 SBS 드라마 스페셜 《유령》 ... 김석준 역
- 2012년 KBS1 대하드라마 《대왕의 꿈》 ... 김용춘 역
- 2012년 JTBC 주말연속극 《무자식 상팔자》 ... 하인철의 장인 역(특별출연)
- 2013년 KBS2 주말연속극 《최고다 이순신》 ... 이창훈 역(특별출연)
- 2013년 KBS2 일일시트콤 《일말의 순정》 ... 최동열 역
- 2013년 tvN 미니시리즈 《나인: 아홉 번의 시간여행》 ... 최진철 역
- 2013년 SBS 드라마 스페셜 《너의 목소리가 들려》 ... 서대석 역
- 2013년 KBS2 일일연속극 《루비 반지》 ... 배창근 역
- 2013년 SBS 드라마 스페셜 《상속자들》 ... 김남윤 역
- 2014년 SBS 드라마 스페셜 《너희들은 포위됐다》 ... 유문배 역
- 2014년 SBS 주말특별기획 《끝없는 사랑》 ... 김건표 총리 역
- 2014년 KBS2TV 일일드라마 《달콤한 비밀》 ... 한판석 역
- 2014년 SBS 월화드라마 《펀치》 ... 오션캐피탈 회장 김상민 역
- 2015년 SBS 드라마 스페셜 《가면》 ... 변대성 역
- 2015년 JTBC 금토드라마 《사랑하는 은동아》 ... 현수 (은호) 부 역
- 2016년 MBC 미니시리즈 《굿바이 미스터 블랙》 ... 차재완 회장 역(특별출연)
- 2016년 KBS2 미니시리즈 《함부로 애틋하게》 ... 윤성호 역
- 2016년 MBC 월화드라마 《불야성》 ... 장태준 역
- 2017년 tvN 월화드라마 《하백의 신부 2017》 ... 신동만 회장 역
- 2017년 MBC 수목 미니시리즈 《병원선》 ... 장태준 역(특별출연)
- 2018년 tvN 월화드라마 《멈추고 싶은 순간 : 어바웃 타임》 ... 이선문 역
- 2019년 SBS 금토드라마 《열혈사제》 ... 이영준 역
- 2019년 tvN 토일드라마 《호텔 델루나》 ... 노지배인 역
- 2019년 KBS2 《KBS 드라마 스페셜 - 그렇게 살다》... 최성억 역
- 2020년 MBC 수목 미니시리즈 《더 게임: 0시를 향하여》 ... 백 선생 역
- 2020년 tvN 수목드라마 《머니게임》 ... 채병학 역
- 2021년 tvN 토일드라마 《마인:MINE》 ... 한석철 역 - 효원그룹 회장
- 2021년 Netflix 웹드라마 《무브 투 헤븐: 나는 유품정리사입니다》 ... 김인수 역
- 2022년 ENA 수목드라마 《사장님을 잠금해제》 ... 오영근 역
- 2023년 KBS2TV월화드라마 《두뇌공조》 ... 황동우 역
- 2023년 tvN 토일드라마 《마에스트라》 … 차기백 역
- 2024년 tvN 토일드라마 《감사합니다》 … 방기호 역(특별출연)
- 2024년 MBC 금토드라마 《지금 거신 전화는》 … 백장호 역
- 2024년 SBS 금토드라마 《열혈사제 2》 ... 이영준 역

### 연극
- 2016년 《햄릿》
- 2015년 《태풍기담》
- 2008년 《고곤의 선물》 - 에드워드 담슨 역[7]
- 2008년 《맥베스》 - 궁중의사(전의)역, 맥베스역[5]
- 2004년 《로물루스 대제》 - 로물루스 역[4]
- 2003년 《고곤의 선물》 - 에드워드 담슨 역[7]

### 그외 일본드라마
- 2004년 후지TV 《해협을 건너는 바이올린》 (海峡を渡るバイオリン)-창현(昌鉉)의 아버지

## 기타 활동
- 2013년 SBS 《잘먹고 잘사는 법》 MC

## 수상
- 1965년 연극 경연대회 최우수상[4]
- 1979년 제15회 백상예술대상 TV부문 남자신인연기상
- 1993년 제29회 백상예술대상 연극부문 남자최우수연기상
- 1997년 제21회 서울연극제 연기상
- 1999년 제25회 영희연극상
- 2001년 제2회 김동훈 연극상
- 2009년 제19회 이해랑연극상[8]
- 2010년 제3회 코리아 드라마 어워즈 남자조연상
- 2019년 제12회 코리아 드라마 어워즈 공로상
- 2019년 KBS 연기대상 남자 연작 · 단막극상